# Encaste Pedrajas
Pedrajas es un tipo de Encaste derivado del Encaste Parladé procedente de la Casta Vistahermosa. 
Por las particularidades genéticas, registradas por el Ministerio del Interior de España, figura dentro del Libro Genealógico de la Raza Bovina de Lidia, dependiente del Ministerio de Agricultura.
Su nombre se debe a la ganadería brava que estaba en propiedad de Antonio García Pedrajas, que en 1918 creó su ganadería a partir de las compras de reses al marqués del Saltillo derivados de Parladé.

## Historia
Francisco Correa le compró a Fernando Parladé un lote de vacas y un semental para formar su ganadería, tres años después le pasa la ganadería a Don Antonio García Pedrajas ganadero de Córdoba, la cual vendió en su totalidad.
En 1918 Antonio García Pedrajas comenzó a criar un ganado de noble estirpe, del cual la mitad fue a parar a la finca el "Toruño", le compró todas las reses que poseía Félix Moreno Ardanui (marqués del Saltillo), de origen Ibarra, de encaste Parladé. Años después refresca la vacada con la compra de un nuevo lote de 200 vacas y otro semental perteneciente a la familia Gamero Cívico, de idéntica procedencia, para esta última dotación pedrajeña se creó un nuevo hierro a nombre del rejoneador Salvador Guardiola Domínguez.

## Características

### Morfología

#### Cornamenta
Suelen frecuentar los ejemplares cornidelanteros, acapachados y corniapretados; del color de la cornamenta suelen ser astiblanco.

#### Pelaje
En su pelaje suelen predominar los negros,también se dan con frecuencia los tostados, castaños y colorados.

#### Cuerpo
Son toros de hocico chato, y morrillo desarrollado, sus extremidad son de mediana longitud y fuertes.

## Ganaderías relacionadas
En el año 2009 tan sólo había tres ganaderías de encaste Pedrajas, que sumaban solamente 205 vacas reproductoras y 7 sementales, aunque actualmente hay cuatro ganaderías.
- Yerbabuena[20][21][22]
- Maria Luisa Pérez de Vargas[23][24][25]
- Isaias y Tulio Vázquez[26][27][28]
- Marqués de Albaserrada[29][30][31]